# هارولد آدامز
هارولد آدامز (بالفرنسية: Harold Adams)‏ (و. 1923 – 2014 م) هو كاتب، من فرنسا، ولد في كلارك، توفي في إيدن بريري، عن عمر يناهز 91 عاماً.